# Christopher Hollis
Maurice Christopher Hollis, connu sous le nom de Christopher Hollis (2 décembre 1902 - 5 mai 1977), est un professeur d'université, auteur et homme politique conservateur britannique.

## Biographie
Hollis est né à Wells, dans le Somerset, en 1902, l'un des quatre fils de George Arthur Hollis (1868-1944), vice-directeur du Wells Theological College et plus tard évêque de Taunton. Il fait ses études à Eton et au Balliol College d'Oxford, où il est président de l'Oxford Union Society et membre du Hypocrites' Club. Il voyage en tant que membre de l'équipe de débat de l'Union aux États-Unis, en Nouvelle-Zélande et en Australie. À Oxford, il rencontre son ami de toujours Douglas Woodruff. Il est ami avec Ronald Knox et Evelyn Waugh et se convertit au catholicisme en 1924 comme Knox l'a déjà fait et comme Waugh l'a fait plus tard.
Pendant dix ans à partir de 1925, il enseigne l'histoire au Stonyhurst College, puis de 1935 à 1939, il est professeur invité à l'Université de Notre Dame, Indiana, où il effectue des recherches économiques.
Au début de la Seconde Guerre mondiale, Hollis rentre chez lui et sert tout au long de la guerre en tant qu'officier du renseignement de la Royal Air Force.
Immédiatement après la guerre, il est élu député de Devizes dans le Wiltshire et conserve ce siège jusqu'à sa retraite en 1955. Lorsqu'il est à la Chambre des communes, il fait preuve d'un esprit indépendant, par exemple en soutenant l'abolition de la peine capitale alors que ce n'est pas l'opinion générale de son parti, et il est populaire de tous côtés. Lorsqu'il quitte la Chambre des communes (pour être remplacé par un autre conservateur, Percivall Pott), il devient commentateur parlementaire pour Punch et se retire à Mells, près de Frome dans le Somerset, où il passe son temps à écrire des livres et du journalisme et à soutenir le Somerset County Cricket Club et d'autres intérêts locaux. Il est également membre de la maison d'édition Hollis and Carter, une filiale de Burns and Oates. En 1957, il revient brièvement en Australie, en association avec le Congrès pour la liberté de la culture.
Hollis écrit des livres et des articles sur différents sujets historiques et politiques. Son dernier livre, Oxford in the Twenties (1976), porte sur son large cercle d'amis, dont Evelyn Waugh, Maurice Bowra, Harold Acton, Leslie Hore-Belisha et le joueur de cricket R.C. Robertson-Glasgow.

## Famille
En 1929, Hollis épouse Madeleine King, fille du révérend Richard King, recteur de Cholderton, et elle-même également convertie au catholicisme romain, et ils ont une fille et trois fils, dont Crispian Hollis (en), évêque de Portsmouth.
Il est le frère de Roger Hollis, ancien directeur général du MI5 et l'oncle de l'universitaire Adrian Hollis.

## Publications
- The American Heresy (1930)[4]
- The Breakdown of Money
- The Two Nations: A financial study of English history (London: George Routledge & sons, 1935)
- Thomas More
- G. K. Chesterton
- The Achievements of Vatican II (Knowledge and faith)
- Holy places: Jewish, Christian and Muslim monuments in the Holy Land
- The Monstrous Regiment
- A Study of George Orwell (1956)
- The Ayes and the Noes (1957)
- Eton: a History (1960)
- The Homicide Act (1964)
- The Papacy: An Illustrated History from St Peter to Paul VI (1964)
- The Oxford Union (1965)
- Newman and the Modern World (1968)
- The Jesuits: a history (1968)
- The Mind of Chesterton (1969)
- A Study of George Orwell the Man and His Works
- The Church and Economics
- History of Britain in modern times, 1688-1939 (The Ashley histories, 1946)
- Death of a Gentleman
- Glastonbury and England
- Saint Ignatius
- Evelyn Waugh
- Our Case: What we are fighting for - and why
- The Rise and Fall of the Ex-Socialist Government
- Can Parliament Survive?
- The Seven Ages: their exits and their entrances
- Parliament and its Sovereignty (1973)
- Oxford in the Twenties (1976)